# 毕加索公司
毕加索（西班牙語：Pegaso）是一个西班牙公司名字，广为人知的是制造卡车。
毕加索是於1946年以國營的名義成立，在西班牙巴塞隆納設立生產綫，生產卡車和客車。毕加索的市場除了針對西班牙本土外，也有出口到中美洲和南美洲等地。
这个公司曾在1950年代到1960年代制造了100多辆跑车，这些汽车使用了360马力（270千瓦）的有DOHC技术的32气门的V8发动机。而最值得纪念的是Z-102，那个时代最好的跑车。
由於長年虧損，毕加索於1990年被意大利公司歐霸收購，最後於1994年結束。

## 圖片

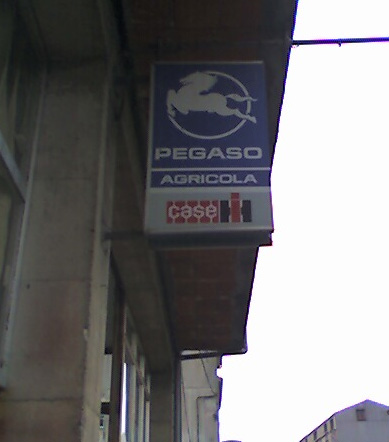
Pegaso商標
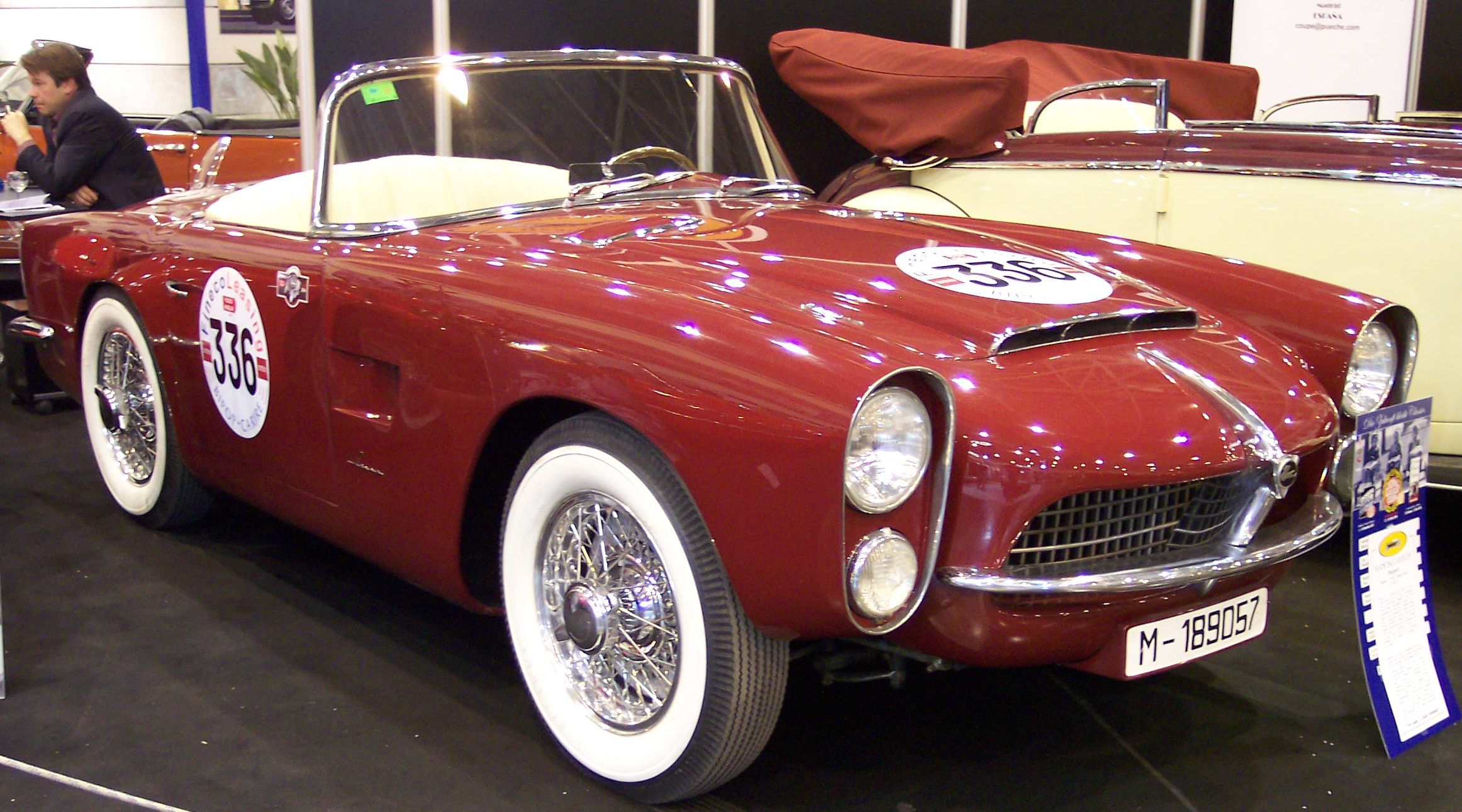
Z-102跑車
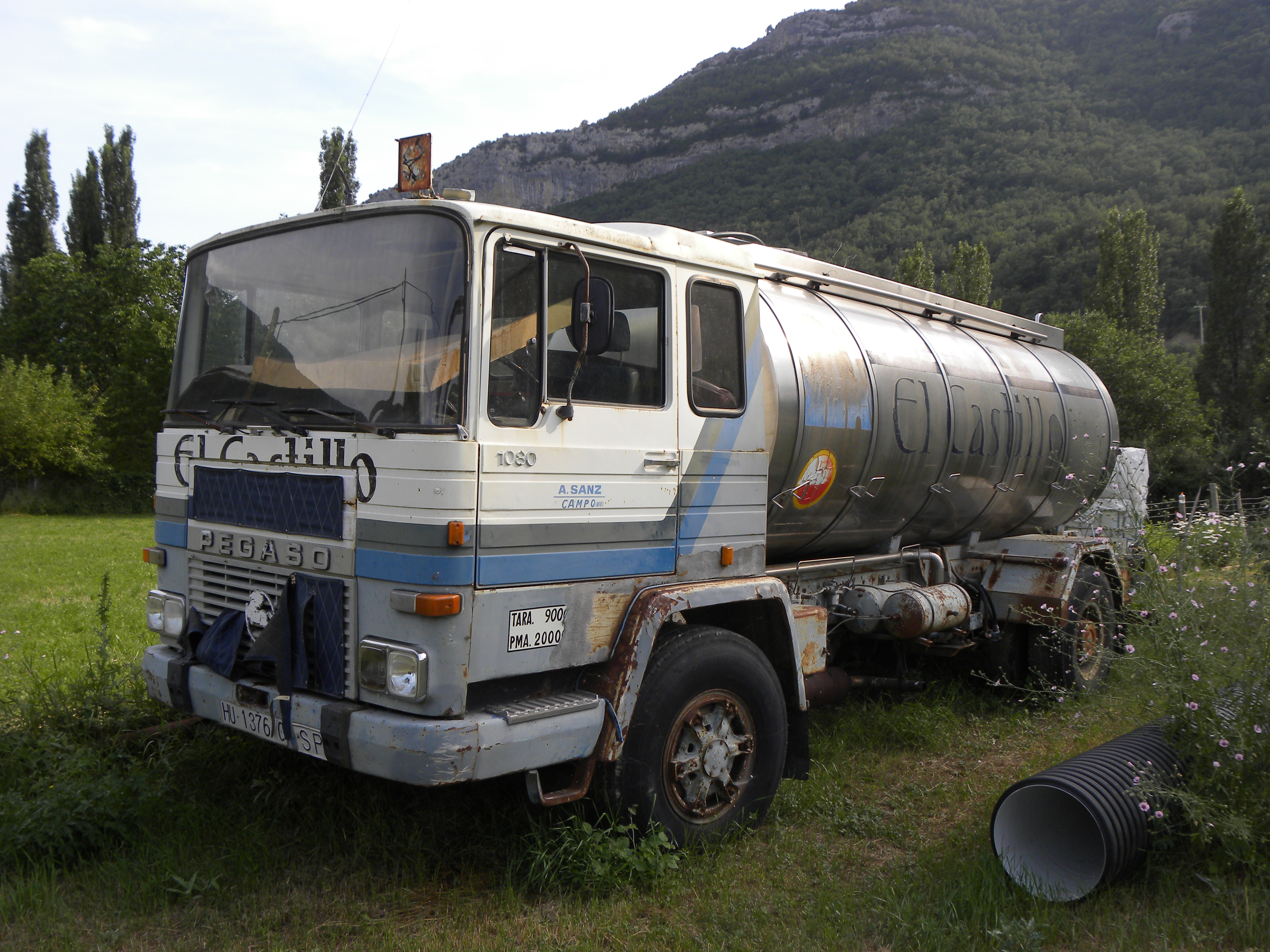
Pegaso 1080卡車
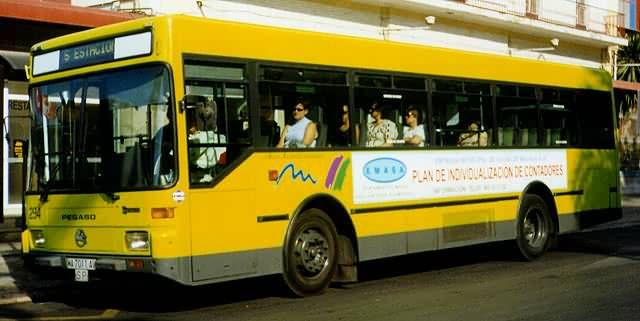
在西班牙馬拉加的Pegaso公車